# 溪鏢鱸
溪鏢鱸為輻鰭魚綱鱸形目鱸亞目河鱸科鏢鱸屬的其中一種，分布於美國密蘇里州的黑河流域，體長可達5.8公分，棲息在溪流、水塘，屬肉食性，以水生昆蟲為食。